# Новохарьковка (Воронежская область)
Новоха́рьковка — слобода в Ольховатском районе Воронежской области России.
Административный центр Новохарьковского сельского поселения.

## География

### Улицы
- ул. Гагарина
- ул. Мира
- ул. Молодёжная
- ул. Набережная
- ул. Октябрьская
- ул. Первомайская

## История
Прежние названия — хутор Самотоев, слобода Харьковская — ныне слобода Ольховатского района. Основана в 1750—1760 годах крестьянином из поселка Ольховатка — Самотоевским. Входила в состав Острогожского и Россошанского (1923—1928) уездов.
В 1855 году в Новохарьковке была построена каменная Спасская церковь. В 1900 году в слободе имелись 2 общественных здания, церковно-приходская школа, 21 ветряная мельница, маслобойный завод, 5 мелочных лавок и винная лавка.

## Население
| 1859 | 1897  | 1900  | 1926 | 2007 | 2010 |
| ---- | ----- | ----- | ---- | ---- | ---- |
| 1834 | ↗2034 | ↗2090 | ↘981 | ↘811 | ↘805 |

## Археология
- У села Новохарьковка находится финальнопалеолитическая стоянка Самотоевка[5].

## Известные люди
К 65-летию Великой Победы на старинном здании школы села Новохарьковка была торжественно открыта мемориальная доска именитому ученику Сергею Прокофьевичу Денисову (1909—1971). Военный летчик прошёл Великую Отечественную войну, также сражался с фашистами в Испании и с японскими самураями. На финском фронте прорывал линию Маннергейма. Из уроженцев Воронежской области стал первым дважды Героем Советского Союза. В тридцать один год был генерал-майором авиации.